# بلومبرگ ال.پی.

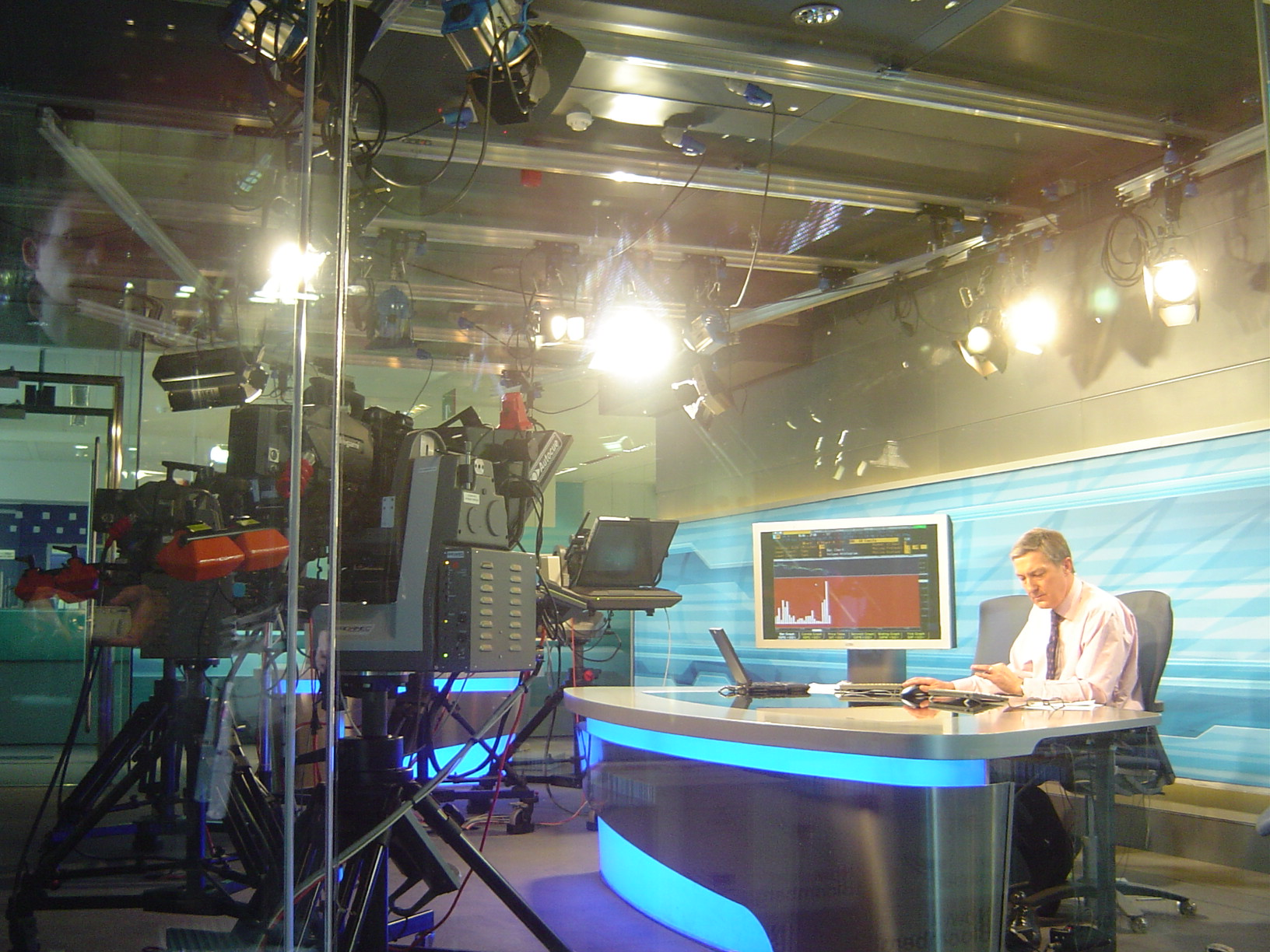
استودیو بلومبرگ در لندن

بلومبرگ ال.پی. (به انگلیسی: .Bloomberg L.P) شرکت رسانهٔ جمعی چندملیتی است که مقر آن در نیویورک در ایالات متحده آمریکا قرار دارد. بلومبرگ دارای ۴ بخش اصلی می‌باشد. بلومبرگ حرفه ای، بلومبرگ شرکتی، بلومبرگ صنعتی و بلومبرگ خبری.
بلومبرگ ال.پی. یک شرکت خصوصی مالی، نرم‌افزاری، داده‌ها و رسانه‌ای است که دفتر مرکزی آن در میدتاون منهتن، نیویورک سیتی است. این شرکت توسط مایکل بلومبرگ در سال 1981، با توماس سکوندا، دانکن مک میلان، چارلز زگار و 12 درصد سرمایه گذاری مالکیت بانک آمریکا از طریق زیرمجموعه کارگزاری آنها مریل لینچ تأسیس شد.
ابزارهای نرم‌افزار مالی و برنامه های کاربردی سازمانی مانند تجزیه و تحلیل و پلتفرم معاملات سهام، خدمات داده و اخبار را به شرکت ها و سازمان های مالی از طریق ترمینال بلومبرگ (از طریق سرویس حرفه ای بلومبرگ)، محصول اصلی درآمد زا، ارائه می دهد. بلومبرگ ال.پی. همچنین شامل یک خبرگزاری (اخبار بلومبرگ)، یک شبکه تلویزیونی جهانی (تلویزیون بلومبرگ)، وب سایت ها، ایستگاه های رادیویی (رادیو بلومبرگ)، خبرنامه های فقط اشتراکی، و دو مجله است: بلومبرگ بیزینس ویک و بلومبرگ مارکت است.
این شرکت 176 شعبه و نزدیک به 20000 کارمند دارد.
در ماه مه 2022، بلومبرگ اعلام کرد که به عنوان بخشی از یک استراتژی بین المللی گسترده‌تر، سرمایه گذاری جدیدی را در بریتانیا به نام بلومبرگ انگلستان راه‌اندازی خواهد کرد. بلومبرگ انگلستان قصد دارد در منطقه استخدام کند و یک وب سایت مستقل، یک مجموعه ویدیویی هفتگی، یک پادکست و مجموعه رویدادهای جدید راه‌اندازی کرده است.